# Dávid Bérczes
Dávid Bérczes (* 14. Januar 1990 in Borås, Schweden) ist ein ungarischer Schach-Großmeister.

## Leben
Bérczes wurde 2005 Internationaler Meister und 2008 Großmeister. Seine Familie zog aus Schweden zurück nach Ungarn, als Bérczes zweieinhalb Jahre alt war. Das Schachspiel hat ihm seine Mutter mit sechs Jahren beigebracht. Sein älterer Bruder Csaba ist ebenfalls Schachspieler und trägt den Titel Internationaler Meister, beide Schwestern sind aktiv im Volleyball, eine spielt in einer Profimannschaft. Seit 2003 wird er von Großmeister Péter Lukács trainiert.
Beim Rilton Cup 2007/2008 hat Bérczes bei Elo-Performance 2638 den ersten Preis geteilt, im Sommer 2008 hat er beim Schachfestival Biel die letzten knapp 20 Punkte über die 2500 ELO-Grenze und die vierte GM-Norm erkämpft.

## Vereine
In der höchsten ungarischen Spielklasse, der NB I. Szabó László csoport, wurde Bérczes erstmals in der Saison 2001/02 bei PMSE Antenna Hung eingesetzt, für die er auch in der folgenden Saison spielte. In der Saison 2005/06 spielte er bei Láng Vasas Sportkör, von 2006 bis 2013 spielte Bérczes bei Aquaprofit-NTSK, mit dem er 2007, 2009, 2010, 2011, 2012 und 2013 ungarischer Mannschaftsmeister wurde. Mit Aquaprofit-NTSK nahm er auch am European Club Cup 2007 teil und erreichte das beste Einzelergebnis am sechsten Brett. Seit 2017 spielt er für DVTK Sport Korlátolt Felelősségű Társaság. In der deutschen Schachbundesliga spielte Bérczes in der Saison 2007/08 für den SK Zehlendorf und in der Saison 2010/11 für den SV Griesheim, in der österreichischen Schachbundesliga von 2010 bis 2012 für ASVÖ Wulkaprodersdorf. In der schwedischen Elitserien spielte Bérczes von 2010 bis 2013 für das Team Viking, mit dem er 2012 schwedischer Mannschaftsmeister wurde, in der britischen Four Nations Chess League von 2008 bis 2011 für Wood Green, das den Wettbewerb 2009 und 2010 gewann.